# Pillsbury Winthrop Shaw Pittman
Pillsbury Winthrop Shaw Pittman LLP, también conocida como Pillsbury, es un bufete de abogados de servicio completo con un enfoque particular en las industrias de energía, servicios financieros, bienes raíces y tecnología. Con sede en los principales centros financieros, tecnológicos y energéticos del mundo, Pillsbury asesora a clientes en asuntos globales de negocios, regulatorios y litigiosos.
Cuenta con aproximadamente 700 abogados que operan desde 20 oficinas en los EE. UU., Londres y Asia. La firma tiene conexiones con los dos principales partidos políticos de los Estados Unidos.
Los dos bufetes predecesores más antiguos se fundaron en Nueva York en 1868 y en San Francisco (California) en 1874, tras la fiebre del oro de California. El bufete de San Francisco ayudó a crear varias empresas nuevas de la Costa Oeste, incluidas Chevron y Pacific Bell (ahora conocida como AT&T). En la década de 2000, Pillsbury se ha convertido en un defensor de la subcontratación laboral como medio para que las empresas reduzcan costos ofreciendo servicios tanto a compradores como a proveedores de servicios de subcontratación.

## Historia

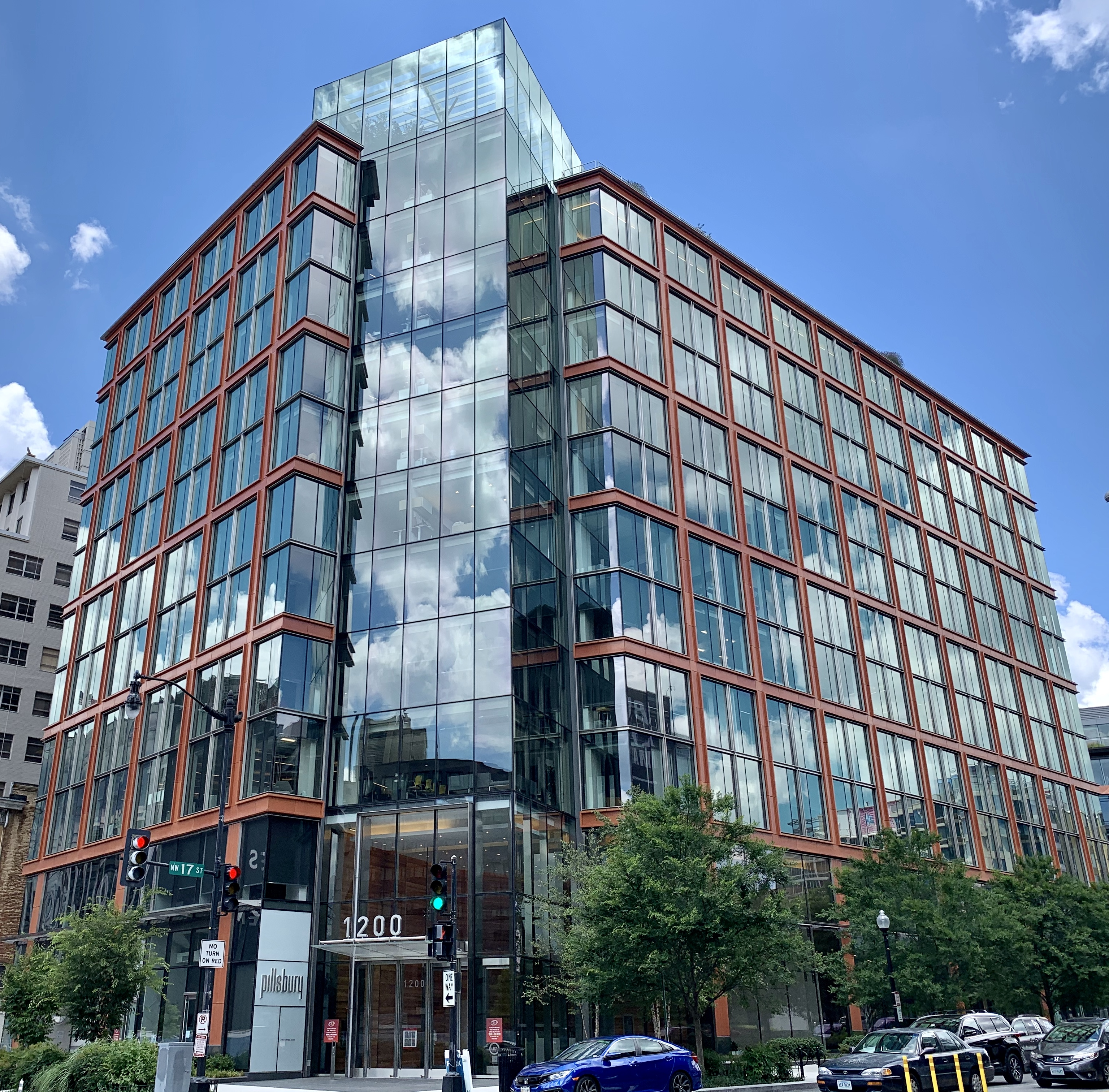
Oficinas de Pillsbury en Washington D. C.

El bufete predecesor Pillsbury, Madison & Sutro abrió en San Francisco en 1874, lo que convierte a Pillsbury en el segundo bufete de abogados "poderoso" más antiguo de California, después de Orrick, Herrington & Sutcliffe. En 1900, Pillsbury incorporó a Standard Oil de California—la compañía se convertiría más tarde en Chevron, que ha seguido siendo uno de los clientes de larga data del bufete. Pillsbury gestionó la entonces récord fusión en efectivo de Chevron con Gulf Oil por 13.200 millones de dólares en 1984, su fusión con Texaco en 2001 y su adquisición de Unocal Corp. en 2005.
Pillsbury es el resultado de varias fusiones de bufetes de abogados. En 1990, Pillsbury, Madison & Sutro se fusionó con Lillick & McHose, con sede en Los Ángeles, y luego en 1996 con Cushman Darby & Cushman, con sede en Washington D. C.. En 2001, el bufete se fusionó con Winthrop, Stimson, Putnam & Roberts de Nueva York (el predecesor de Winthrop Stimson fue fundado en 1868 por el futuro Secretario de Estado de los Estados Unidos y laureado con el Premio Nobel de la Paz Elihu Root; otro socio pasado fue el estadista Henry L. Stimson). El bufete cambió su nombre a Pillsbury Winthrop.
En 2005, Pillsbury Winthrop se fusionó con Shaw Pittman (anteriormente Shaw, Pittman, Potts & Trowbridge), un bufete de 300 abogados con sede en Washington D. C. que trabajaba en abastecimiento global, energía, bienes raíces, tecnología y comunicaciones.
Pillsbury participó en la redacción de la Ley de Patentes de 1952, que sirve de base para la ley de patentes actual, y lanzó la primera práctica de derecho de energía nuclear en los EE. UU. en 1966. En 1968, el bufete gestionó la formación de Intel Corporation, y en 1970, actuó como asesor en la primera oferta pública de una empresa miembro de la Bolsa de Nueva York. En 1980, Pillsbury asesoró en la entonces mayor adquisición extranjera de un banco estadounidense, y en 1994, el bufete registró la primera marca comercial para un punto com.
En 2012, el bufete inició conversaciones de fusión con Dickstein Shapiro, con sede en Washington D. C., pero esas conversaciones terminaron a principios de 2013.

### Despidos de 2006
En abril de 2006, Pillsbury realizó una ronda de despidos. Estos despidos estuvieron relacionados con la fusión con Shaw Pitman en abril de 2005. Los despidos incluyeron a su mascota no oficial, Martin Macy. Macy, que había comenzado a trabajar en el bufete a los 17 años, había estado en la oficina de San Francisco durante 41 años antes de su despido. Fue despedido de su puesto de mensajero para ahorrar su salario anual de 34.000 dólares. En ese momento, los ingresos combinados de los socios del bufete habían disminuido de 780.000 a 760.000 dólares  y los activos del bufete superaban los 6 millones de dólares. Para ayudar a Macy, la comunidad legal creó un fondo fiduciario al que excompañeros de trabajo, clientes y otros miembros de la comunidad legal donaron dinero. El San Francisco Chronicle informó que "Su despido se ha convertido en una especie de cause celebre en la comunidad legal de San Francisco". En abril de 2007, se habían recaudado más de 230.000 dólares para Macy. Macy murió mientras dormía en febrero de 2008.

### Mala conducta por conflicto de intereses en 2009
En 2009, un juez federal de los Estados Unidos encontró mala conducta por parte de varios abogados con respecto a las omisiones en la divulgación de conflicto de intereses por parte de Pillsbury Winthrop en el caso de bancarrota de SONICblue, afirmando que "La reorganización de SONICblue, Inc. se ha visto trágicamente empañada por las fechorías de profesionales". Pillsbury fue obligado a devolver 10 millones de dólares en honorarios por presentar una declaración jurada falsa y ocultar su conflicto de intereses para el deudor en el caso de bancarrota de SONICblue. El juez federal ordenó al bufete que se retirara, citando la "completa pérdida de confianza de los acreedores" debido a la falta de divulgación requerida de un conflicto de intereses que involucraba a varios fondos de cobertura. El abogado del comité oficial de acreedores dio su aprobación tácita al conflicto, ya que ninguno de los bufetes de abogados llevó el asunto a la atención del tribunal. La mala conducta secuencial en la divulgación de conflictos en el caso de bancarrota de SONICblue ha aumentado las posibles consecuencias para Pillsbury. El abogado que representaba al sucesor de SONICblue se enteró posteriormente de que, además de la falta de divulgación del conflicto, el bufete tampoco había divulgado su propia retirada de fondos del Deudor durante el período de preferencia anterior a la petición y había solicitado al juez federal que remitiera a los abogados responsables del bufete para su posible enjuiciamiento penal y buscó 30 millones de dólares en daños y perjuicios de Pillsbury Winthrop y las partes asociadas en el comité oficial de acreedores, así como de su abogado.
El 29 de marzo de 2018, Pillsbury Winthrop fue descalificado para representar a un cliente, Continental Service Group Inc., que se dedica al cobro de préstamos estudiantiles vencidos. Un socio había dicho sobre un competidor (Performant Financial Corp.) que "no era una empresa muy bien valorada". Sin embargo, Performant era un cliente actual de Pillsbury Winthrop en otros asuntos. El juez declaró que las declaraciones de los socios de Pillsbury Winthrop "crearon una situación en la que ha limitado la capacidad de Pillsbury para abogar eficaz y celosamente en nombre de ConServe". Pillsbury negó haber cometido ninguna irregularidad.